# Chrysler Royal

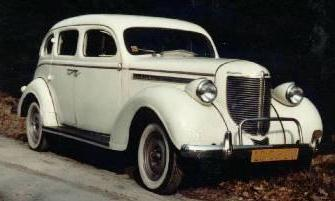
Chrysler Royal Serie C18 (1938)

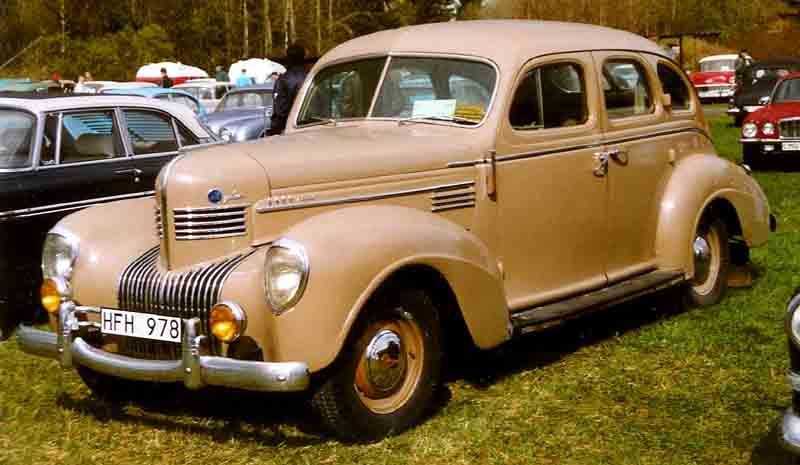
Chrysler Royal Serie C22 (1939)

Der Chrysler Royal war ein PKW, den Chrysler im Modelljahr 1933 und von 1937 bis 1950 herstellte. 1933 wurde der Royal mit Achtzylindermotor angeboten, ab 1937 mit Sechszylindermotoren.

## Von Jahr zu Jahr

### Serie CT (1933)
Der Wagen wurde mit einem seitengesteuerten Achtzylinder-Reihenmotor mit 4.485 cm³ Hubraum vorgestellt, der 90 bhp (66 kW) bei 3.400/min entwickelte. Auf Wunsch war auch ein höher verdichteter Motor mit 98 bhp (72 kW) erhältlich. Es gab zwei Radstände, 3.048 mm und 3.251 mm. Auf dem kurzen Fahrgestell wurden drei Coupés, zwei Cabriolets und ein 4-türige Limousine angeboten, auf dem langen gab es nur ein 4-türige Limousine mit 7 bis 8 Sitzplätzen. Daneben gab es das lange Fahrgestell auch noch ohne Aufbau zur Weitergabe an Karosseriebaubetriebe.
Die Fahrzeuge lösten die Modellreihe CP aus dem Vorjahr ab und wurden 1934 ihrerseits vom neuen Chrysler Airflow ersetzt. Von der Baureihe CT, die in diesem Jahr den mittleren Platz in der Chrysler-Modellpalette einnahm, entstanden 10.389 Stück.

### Serie C16 (1937)
Nach drei Jahren Pause erschien wieder ein Chrysler Royal, diesmal als Nachfolger des Chrysler Airstream Six. Somit war er Chryslers kleinstes Modell – der einzige Sechszylinder. Sein 3.737 cm³ großer Motor entwickelte 93 bhp (68 kW), auf Wunsch auch 100 bhp (74 kW). Wiederum gab es zwei Radstände (2.946 mm und 3.378 mm), wobei auf dem längeren Fahrgestell eine Touring-Limousine (mit separatem Kofferraum) und eine Pullman-Limousine verfügbar waren. Die Karosserien hatten das modische „Forward-Design“, bei dem sich die Fahrzeugfront nach vorne zu neigen schien, was besonders schnell aussah. 1937 entstanden 86.000 Royal.

### Serie C18 (1938)
Mit wenigen Änderungen (z. B. am Kühlergrill) wurde der Royal im Folgejahr weitergebaut. Der Hubraum des Motors war auf 3.957 cm³ gewachsen, seine Leistung auf 95 bhp (70 kW), bzw. auf Wunsch auch 102 bhp (75 kW). Die Produktion ging in diesem Jahr auf 43.300 Stück zurück, was fast einer Halbierung entsprach.

### Serie C22 (1939)
1939 erhielt der Royal ganz neue Karosserien mit Alligatorhaube und in die Kotflügel integrierten Scheinwerfern. Der Kühlergrill unterhalb der Haube war im „Wasserfallstil“ (senkrechte Chromstäbe) gehalten. Die Windschutzscheibe war geteilt und besaß eine V-Form. Auf dem kurzen Fahrgestell (3.023 mm Radstand) gab es nur noch vier Karosserien – zwei Coupés, eine zweitürige und eine viertürige Limousine, jeweils in Standardausführung (Royal) und in Luxusausführung (Royal Windsor). Das lange Fahrgestell (3.454 mm Radstand) war nur mit den bekannten Standardaufbauten zu bekommen. Die Motorleistung war bei gleichbleibendem Hubraum auf 100 bhp (74 kW), bzw. 107 bhp (79 kW) gewachsen. Die Produktionszahlen erholten sich wieder auf 60.001 Stück.

### Serie C25 (1940)
Die Karosserien des Vorjahres wurden ohne große Änderungen (Der Kühlergrill hatte jetzt horizontale Chromstäbe) ins neue Modelljahr übernommen. Neben dem Royal gab es nun auch die Sechszylindermodellreihen Windsor und Highlander. Wiederum war auch die Motorleistung gestiegen, und zwar auf 108 bhp (79,5 kW), bzw. 112 bhp (82 kW). Von allen drei Serien entstanden in diesem Jahr 73.998 Fahrzeuge.

### Serie C28 (1941)
Mit wenigen Änderungen wurde auch das Folgejahr bestritten. Die Wagen wurden etwas breiter und niedriger. 136.701 Wagen entstanden von allen drei Sechszylinderserien.

### Serie C34 (1942)
In diesem verkürzten Modelljahr (August 1941 bis Februar 1942). Auffällig war die neue Kühlergrillgestaltung: 5 horizontale Chromstäbe, die um die Fahrzeugecken bis zu den vorderen Radausschnitten verlängert waren. Der auf 4.106 cm³ Hubraum vergrößerte Motor leistete 120 bhp (88 kW). Nachdem der Highlander wieder entfallen war, gab es nur noch zwei Sechszylinderserien, von denen 23.991 Stück gefertigt wurden.

### Serie C38S (1946–1948)
Das Design der ersten Nachkriegsmodelle entsprach dem der letzten Vorkriegsmodelle mit geringen Änderungen am Kühlergrill. Die Motorleistung fiel bei unverändertem Hubraum mit 114 bhp (84 kW) etwas geringer aus.
Auch in den beiden Folgejahren wurden nur minimale Änderungen durchgeführt. 31.731 Royal entstanden in diesen drei Jahren.

### Serien C45S / C48S (1949–1950)
Für das Modelljahr 1949 wurden die Karosserien überarbeitet. Der Kühlergrill bestand nun aus zwei massiven und mehreren kleineren horizontalen Stäben. Die ausgeprägten vorderen Kotflügel verschwanden zugunsten der neuen Pontonform. Erstmals gab es in der Royal-Serie einen Kombiwagen, der den verbliebenen Modellen Coupé und 4-türiger Limousine (in Lang- und Kurzversion) zur Seite gestellt wurde. Dieser Kombi hatte Fahrzeugseiten in Holzimitat und nannte sich Town & Country. Die Motorleistung stieg um 2 bhp.
1950 wurden die Wagen mit minimalen Änderungen weitergebaut. 1949 wurden 19.076 Wagen gebaut, 1950 waren es 24.687.
Für das Modelljahr 1951 wurde der Royal aufgegeben. Preisgünstigstes Modell war nun der Chrysler Windsor. Der Name "Royal" wurde dann 1957 für ein nur in Australien gebautes Modell wiederbelebt.